# Obana solomonensis
Obana solomonensis là một loài bướm đêm trong họ Noctuidae.